# 見た目が勝負!?
『見た目が勝負!?』（みためがしょうぶ）は、1996年10月19日から1997年3月29日までテレビ東京系列局で放送されていたバラエティ番組である。テレビ東京とホリプロの共同製作。放送時間は毎週土曜 22:00 - 22:54 （日本標準時）。
ジャニーズ事務所所属タレントだった田原俊彦が、同事務所からの独立後に初めて持った司会番組である。

## 出演者
- 田原俊彦
- 麻木久仁子

## スタッフ
- 製作：テレビ東京、ホリプロ

| テレビ東京系列 土曜22:00枠                     | テレビ東京系列 土曜22:00枠                                                 | テレビ東京系列 土曜22:00枠                                                                 |
| 前番組                                         | 番組名                                                                     | 次番組                                                                                     |
| ---------------------------------------------- | -------------------------------------------------------------------------- | ------------------------------------------------------------------------------------------ |
| 知ってドーするの!? （1996年4月20日 - 9月28日） | 見た目が勝負!? （1996年10月19日 - 1997年3月29日） 【ここまでバラエティ枠】 | アメリカン・ゴシック とっておきの恐怖 （1997年4月19日 - 9月13日） 【ここから海外ドラマ枠】 |

| スタブアイコン | サブスタブ | この項目は、まだ閲覧者の調べものの参照としては役立たない、テレビ番組に関連した書きかけの項目です。この項目を加筆・訂正などしてくださる協力者を求めています（P:テレビ/PJ:放送または配信の番組）。 |